# アーニー・スチュワート
アーネスト・スチュワート（Earnest Stewart、1969年3月28日 - ）は、アメリカ合衆国の元サッカー選手。元アメリカ合衆国代表。ポジションはMF。

## クラブ経歴
父親はアフリカ系アメリカ人でアメリカ空軍のパイロット、母親はオランダ人。オランダ北ブラバント州に生まれ育ち、1980年にUDI'19の下部組織に入団した。
1987年にVVVフェンローの下部組織に移籍すると翌年プロ契約を締結。1988-89シーズン、エールディヴィジで初出場を果たしたものの、このシーズンをクラブは17位で終え降格、翌シーズンはエールステ・ディヴィジでの出場となった。
1990年にエールディヴィジのヴィレムIIに移籍、早速17得点し1990-91シーズンの得点ランキング3位につける活躍を見せた。6シーズン在籍し、合計59得点をチームに齎した。
1996年にNACブレダに移籍。1999年にはエールステ・ディヴィジに降格となったが彼は残留し、翌2000年のエールディヴィジ復帰に貢献した。NACブレダでも合計6シーズン在籍した。
2003年1月には生まれ育ったオランダを離れ、メジャーリーグサッカーのD.C. ユナイテッドに移籍。2004シーズンにはMLSカップのタイトルを獲得した。しかし、1990年代初頭に見せていた輝かしい得点能力を見せる事は出来ず、2シーズンでリーグでは僅か4得点、プレーオフで1得点に止まった。2004シーズン終了とともに退団し、プロデビューしたVVVフェンローに復帰し翌2005年選手を引退した。
選手としては合計115得点、そのうちオランダで111得点をあげ、アメリカ合衆国人として海外のクラブで最も得点を挙げた選手となった。

## 代表経歴
1990年末にアメリカ合衆国代表としてポルトガル代表戦に出場し、代表初出場。その後レギュラーに定着し、1994 FIFAワールドカップでは4試合全てで先発出場、グループステージでコロンビア代表から彼は得点をあげ、アメリカ合衆国代表に1950 FIFAワールドカップ以来のワールドカップでの勝利を齎した。その後、1998 FIFAワールドカップ、2002 FIFAワールドカップにもアメリカ合衆国代表として出場し、アメリカ合衆国男子代表としてワールドカップ3大会出場した僅か5人のうちの1人となった。
2004年の2006 FIFAワールドカップ・北中米カリブ海予選のグレナダ代表戦で代表出場100試合を達成、FIFAセンチュリークラブに登録された。

## 引退後
2005年に選手を引退した後、VVVフェンローでテクニカル・ディレクターに就任した。翌2006年5月14日にはNACブレダのテクニカル・ディレクターに就任。
2010年6月にはAZアルクマールのディレクター・オブ・フットボール・アフェアズに就任。PSVアイントホーフェンに移籍したマルセル・ブランズの後任を務めた。なお、NACブレダで務めていたテクニカル・ディレクターの職務については合意の上で辞職した。
彼は「米国に帰ってサッカーの重要性を伝えたい」とも発言していたため、米国に渡って2015年10月26日にフィラデルフィア・ユニオンからスポーツ・ディレクターに就任する事が発表された。

## 個人成績
2017年3月29日現在
| 1988-89        | VVV              |                | エール         | 27       | 3        | 27       | 3        |
| 1989-90        | VVV              |                | エールステ     | 35       | 12       | 35       | 12       |
| 1990-91        | ヴィレムII       |                | エール         | 33       | 17       | 33       | 17       |
| 1991-92        | ヴィレムII       |                | エール         | 33       | 8        | 33       | 8        |
| 1992-93        | ヴィレムII       |                | エール         | 22       | 4        | 22       | 4        |
| 1993-94        | ヴィレムII       |                | エール         | 32       | 7        | 32       | 7        |
| 1994-95        | ヴィレムII       |                | エール         | 32       | 10       | 32       | 10       |
| 1995-96        | ヴィレムII       |                | エール         | 18       | 3        | 18       | 3        |
| 1996-97        | NAC              |                | エール         | 28       | 9        | 28       | 9        |
| 1997-98        | NAC              |                | エール         | 30       | 6        | 30       | 6        |
| 1998-99        | NAC              |                | エール         | 28       | 7        | 28       | 7        |
| 1999-00        | NAC              |                | エールステ     | 29       | 8        | 29       | 8        |
| 2000-01        | NAC              |                | エール         | 28       | 8        | 28       | 8        |
| 2001-02        | NAC              |                | エール         | 31       | 10       | 31       | 10       |
| 2002-03        | NAC              |                | エール         | 15       | 2        | 15       | 2        |
| アメリカ合衆国 | アメリカ合衆国   | アメリカ合衆国 | アメリカ合衆国 | リーグ戦 | リーグ戦 | 期間通算 | 期間通算 |
| 2003           | D.C.ユナイテッド |                | MLS            | 21       | 1        | 21       | 1        |
| 2004           | D.C.ユナイテッド |                | MLS            | 26       | 3        | 26       | 3        |
| オランダ       | オランダ         | オランダ       | オランダ       | リーグ戦 | リーグ戦 | 期間通算 | 期間通算 |
| 2004-05        | VVV              |                | エール         | 6        | 1        | 6        | 1        |
| 通算           | オランダ         | オランダ       | エール         | 363      | 95       | 363      | 95       |
| 通算           | オランダ         | オランダ       | エールステ     | 64       | 20       | 64       | 20       |
| 通算           | アメリカ合衆国   | アメリカ合衆国 | MLS            | 47       | 4        | 47       | 4        |
| 総通算         | 総通算           | 総通算         | 総通算         | 474      | 119      | 474      | 119      |

## 代表歴

### 出場大会
- アメリカ代表
  - 1994 FIFAワールドカップ
  - 1998 FIFAワールドカップ
  - 2002 FIFAワールドカップ

### 試合数
- 国際Aマッチ 101試合 17得点（1990年-2004年）[7]

| アメリカ代表 | 国際Aマッチ | 国際Aマッチ |
| 年           | 出場        | 得点        |
| ------------ | ----------- | ----------- |
| 1990         | 1           | 0           |
| 1991         | 0           | 0           |
| 1992         | 7           | 0           |
| 1993         | 6           | 2           |
| 1994         | 7           | 1           |
| 1995         | 9           | 1           |
| 1996         | 5           | 0           |
| 1997         | 7           | 1           |
| 1998         | 9           | 1           |
| 1999         | 5           | 0           |
| 2000         | 8           | 4           |
| 2001         | 10          | 5           |
| 2002         | 10          | 0           |
| 2003         | 12          | 2           |
| 2004         | 4           | 0           |
| 通算         | 101         | 17          |

### 得点
| #  | 日附           | 場所               | 対戦相手             | 得点 | 結果 | 大会                                        |
| -- | -------------- | ------------------ | -------------------- | ---- | ---- | ------------------------------------------- |
| 1  | 1993年6月13日  | シカゴ             | ドイツ               | 2–4  | 3–4  | USカップ1993                                |
| 2  | 1993年8月31日  | レイキャビク       | アイスランド         | 1–0  | 1–0  | 親善試合                                    |
| 3  | 1994年6月22日  | パサデナ           | コロンビア           | 2–0  | 2-1  | 1994 FIFAワールドカップ                     |
| 4  | 1995年3月25日  | ダラス             | ウルグアイ           | 2–0  | 2–2  | 親善試合                                    |
| 5  | 1997年3月16日  | パロアルト         | カナダ               | 3–0  | 3-0  | 1998 FIFAワールドカップ・北中米カリブ海予選 |
| 6  | 1998年5月24日  | ポートランド       | クウェート           | 1–0  | 2-0  | 親善試合                                    |
| 7  | 2000年6月3日   | ワシントンD.C.     | 南アフリカ共和国     | 4–0  | 4-0  | USカップ2000                                |
| 8  | 2000年7月23日  | サンホセ           | コスタリカ           | 1–1  | 1–2  | 2002 FIFAワールドカップ・北中米カリブ海予選 |
| 9  | 2000年8月16日  | フォックスボロ     | バルバドス           | 6–0  | 7-0  | 2002 FIFAワールドカップ・北中米カリブ海予選 |
| 10 | 2000年11月15日 | ウォーターフォード | バルバドス           | 2–0  | 4-0  | 2002 FIFAワールドカップ・北中米カリブ海予選 |
| 11 | 2001年2月28日  | コロンバス         | メキシコ             | 2–0  | 2–0  | 2002 FIFAワールドカップ・北中米カリブ海予選 |
| 12 | 2001年3月28日  | サン・ペドロ・スラ | ホンジュラス         | 1–0  | 2-1  | 2002 FIFAワールドカップ・北中米カリブ海予選 |
| 13 | 2001年6月21日  | フォックスボロ     | トリニダード・トバゴ | 2–0  | 2–0  | 2002 FIFAワールドカップ・北中米カリブ海予選 |
| 14 | 2001年9月1日   | ワシントンD.C.     | ホンジュラス         | 1–0  | 2–3  | 2002 FIFAワールドカップ・北中米カリブ海予選 |
| 15 | 2001年9月1日   | ワシントンD.C.     | ホンジュラス         | 2–3  | 2–3  | 2002 FIFAワールドカップ・北中米カリブ海予選 |
| 16 | 2003年7月6日   | コロンバス         | パラグアイ           | 2–0  | 2–0  | 親善試合                                    |
| 17 | 2003年7月2日   | マイアミ           | コスタリカ           | 2–2  | 3–2  | 2003 CONCACAFゴールドカップ                 |